# Дедерік Люйденс
Дедерік Луїджи Люйденс (нід. Diederick Luigi Luydens; нар. 18 лютого 1999, Зутермер, Нідерланди) — нідерландський та арубський футболіст, захисник нижчолігового шведського клубу «Преспа Бірлік».

## Клубна кар'єра
Футболом розпочинав займатися в клубах «Альфенс Бойс» та ДВО (Зутермер), де його помітили скаути «Аякса» (Амстердам) та «Спарти» (Роттердам). Незважаючи на те, що він вдало пройшов перегляд разом з Маттейсом де Лігтом та Джастіном Клюйвертом, вирішив перейти до «Спарти». Зіграв 56 матчів за «Йонг Спарта» в Тведедивізі, допоки його контракт з клубом не завершився у червні 2019 року.
Декілька місяців перебував без клубу. У листопаді 2019 року вільним агентом приєднався до «Альфенс Бойс». У лютому 2020 року приєднався до клубу четвертого дивізіону шведського чемпіонату «Отвідабергс».

## Кар'єра в збірній
Народившись в Нідерландах, Люйденс на міжнародному рівні представляє Арубу. У складі молодіжної збірної Аруби виступав на Молодіжному кубку КОНКАКАФ 2018. У футболці національної збірної Аруби дебютував 3 червня 2021 року в переможному (3:1) поєдинку кваліфікації чемпіонату світу проти Кайманових Островів.

## Статистика виступів

### По роках
Станом на 6 June 2021
| Національна збірна | Рік     | Матчі | Голи |
| ------------------ | ------- | ----- | ---- |
| Аруба              | 2021    | 2     | 0    |
| Загалом            | Загалом | 2     | 0    |

### По матчах
| Дата     | Місто      | Господарі         | Результат | Гості | Турнір            | Голи | Примітки |
| -------- | ---------- | ----------------- | --------- | ----- | ----------------- | ---- | -------- |
| 2-6-2021 | Брейдентон | Кайманові Острови | 1 – 3     | Аруба | Відбір до ЧС 2022 | -    |          |
| Усього   |            | Матчів            | 1         |       | Голів             | 0    |          |